# Abd al-Latif al-Baghdadi
ʿMuwaffaq al-Dīn Abd al-Laṭīf al-Baghdādī (1162-1231), abreviatura de Muwaffaq al-Din Muhammad Abd al-Latif ibn Yusuf al-Baghdadi (en árabe, موفق الدين محمد عبد اللطيف بن يوسف البغدادي), conocido como Abd al-Latif al-Baghdadi, o al-Baghdadi, nació en Bagdad, Irak; fue un reconocido médico, historiador, egiptólogo, explorador y, en su época, uno de los escritores con más obras en el cercano oriente.

## Biografía
Se conserva una interesante memoria de al-Baghdadi, escrita por él mismo con adiciones de su contemporáneo Ibn Abu-Osaiba (Ibn abi Usaibia). A partir de ese trabajo sabemos que la educación superior de la juventud de Bagdag consistía básicamente de un minucioso y cuidado estudio de las reglas y principios de la gramática y en la memorización completa del Corán, uno o dos tratados de filosofía y jurisprudencia y poesía árabe escogida.
Tras lograr gran destreza en ese tipo de aprendizaje, al-Baghdadi se aplicó en el estudio de filosofía natural y medicina. Con el objeto de conocer a los sabios de la época, viajó primero a Mosul (1189) y después a Damasco. Visitó Egipto con cartas de recomendación del visir de Saladino. Allí cumplió su deseo de conversar con Maimonides, el águila de los doctores.
Más tarde formó parte de uno de los círculos de eruditos que Saladino reunió en torno suyo en Jerusalén. También enseñó medicina y filosofía en el Cairo y en Damasco durante varios años y, por un periodo más corto, en Aleppo.
Su pasión por viajar le condujo a visitar diferentes lugares de Armenia y Asia Menor siendo ya anciano. Estaba haciendo los preparativos para realizar la peregrinación a La Meca cuando murió en Bagdag.

## Viaje a Egipto
Al-Baghdadi fue indudablemente un hombre de gran saber y de mente inquisitiva y penetrante. De los numerosos trabajos (en su mayor parte sobre medicina) que Osaiba le atribuye solamente uno es conocida en Europa, su gráfico y detallado Viaje a Egipto (en dos partes).

### Egiptología
Esta obra fue uno de los primeros trabajos de Egiptología. Contiene una cruda descripción de una hambruna causada por la ausencia de la inundación anual del Nilo durante la residencia del autor en Egipto. También escribió detalladas descripciones de los antiguos monumentos egipcios.

### Autopsia
Al-Baghdadi escribió que, durante el hambre que asoló Egipto en 597 a.h. (1200), tuvo la oportunidad de observar y examinar un gran número de esqueletos. Este fue uno de los más primitivos ejemplos de autopsia post mortem, a partir de lo cual descubrió que Galeno estaba equivocado en lo que se refería a la formación de los huesos del maxilar inferior y del sacro.

### Traducción
El manuscrito árabe fue descubierto en 1665 por Edward Pococke el orientalista y preservado en la Biblioteca Bodleiana. Él mismo publicó el manuscrito árabe en la década de 1680. Su hijo, Edward Pococke el joven, lo tradujo al latín, a pesar de que sólo pudo publicar algo menos de la mitad de su trabajo. Thomas Hunt intentó publicar, sin éxito, la traducción completa de Pococke en 1746. La traducción completa al latín de Pococke fue finalmente publicada por el profesor Joseph White de Oxford in 1800. Después fue traducido al francés, con valiosas notas, por Silvestre de Sacy en 1810.

## Obras sobre medicina

### Al-Mukhtarat fi al-Tibb
Mukhtarat fi al-Tibb fue una de las primeras obras sobre hirudoterapia. Introdujo un uso más moderno para la sanguijuela medicinal, declarando que podía ser usada para limpiar los tejidos después de las operaciones quirúrgicas. Sin embargo, entendía que hay un riesgo en el uso de las sanguijuelas y advertía a los pacientes que debían limpiarse antes de ser usadas y que la suciedad o polvo "que colgase de la sanguijuela debía quitarse" antes de la aplicación. Además escribió que, una vez que la sanguijuela ha succionado la sangre, debería espolvorearse sal en la parte afectada del cuerpo humano.

### Medicina del Libro y la vida del Profeta
Escribió un libro titulado Al-Tibb min al-Kitab wa-al-Sunna (Medicina del Libro y vida del Profeta) describiendo las prácticas médicas del tiempo de Mahoma.

### Diabetes
Al-Baghdadi también fue el autor de un gran libro que trataba sobre la diabetes.